# Jerzy Lipka (twórca ludowy)
Jerzy Lipka (ur. 1937, zm. 2011) – jeden z najwybitniejszych opolskich kroszonkarzy.
Sztuki zdobienia jaj wielkanocnych nauczył się od ciotki Marii Lipki oraz sióstr Anny, Cecylii i Magdaleny. Zaczął być szerzej rozpoznawany jako twórca ludowy od 1968, kiedy uzyskał I nagrodę na konkursie kroszonkarskim w Oleśnie. Uczestniczył później w 36 innych konkursach, za każdym razem zajmując I miejsce. Był autorem nowego modelu nożyków rytowniczych ze stali. Kroszonki ozdabiał zazwyczaj motywami roślinnymi, czasem były to wzory zoomorficzne nawiązujące do symboliki Wielkanocy. Na jajkach często zamieszczał wierszowane utwory. Znanych jest około 360 takich rymowanek. Ozdobił ponad 8500 jajek. 
W latach 1973–1976 sprawował funkcję wiceprezesa, a latach 1976-1993 prezesa Opolskiego Oddziału Stowarzyszenia Twórców Ludowych.